# Georg Hettner

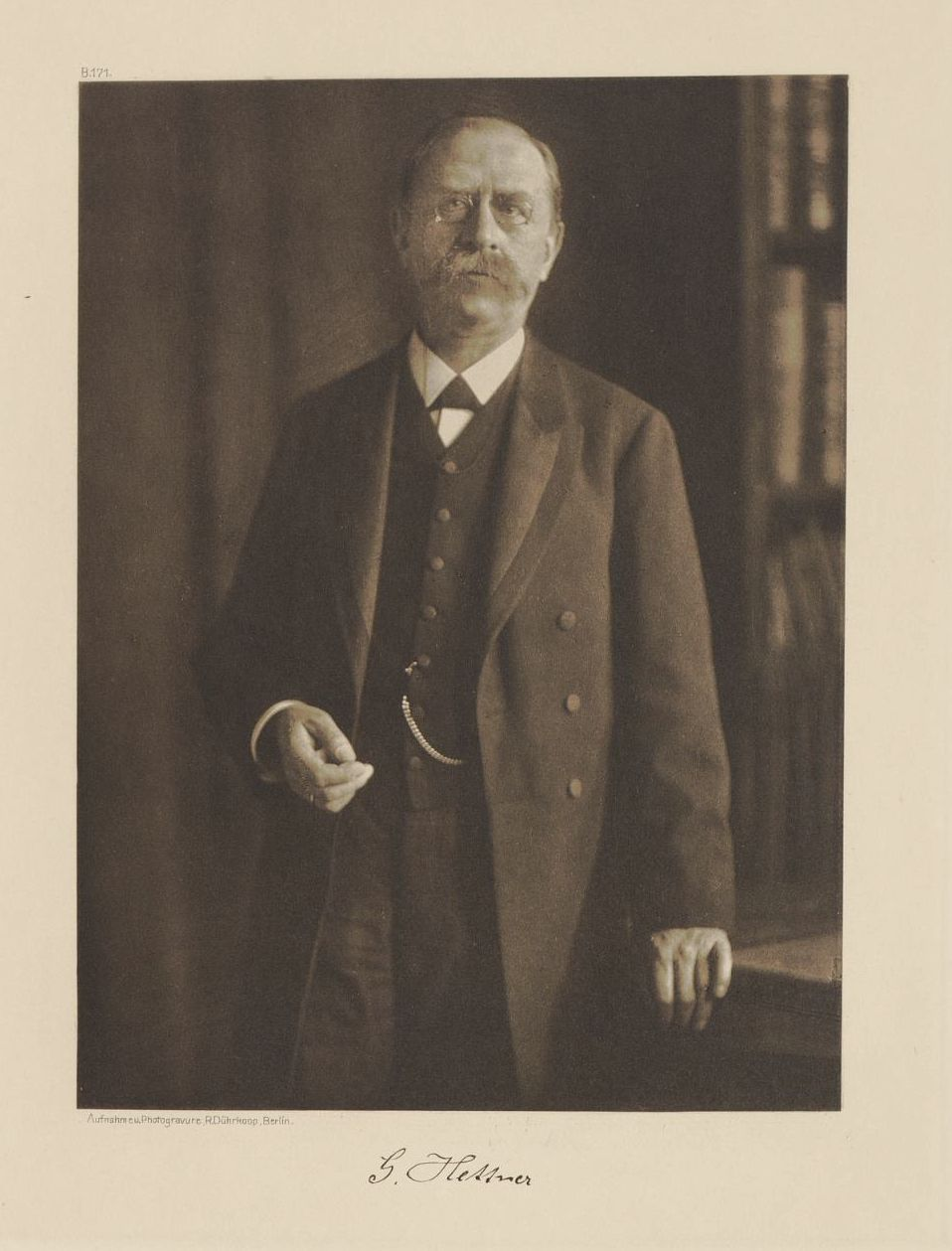
Georg Hettner, 1907, Foto von Rudolf Dührkoop

Georg Hermann Hettner (* 21. August 1854 in Jena; † 24. Mai 1914 in Berlin) war ein deutscher Mathematiker.

## Leben
Der Sohn des Literatur- und Kunsthistorikers Hermann Hettner und dessen erster Frau Marie von Stockmar promovierte 1877 an der Friedrich-Wilhelms-Universität Berlin mit der Arbeit Ueber die Reduction der Integrale einer besonderen Classe von algebraischen Differentialen auf die hyperelliptischen Integrale.
Hettner war außerordentlicher Professor der Mathematik an der Technischen Hochschule in Berlin, der er auch als Rektor vorstand. Im Jahr 1895 wurde er zum Mitglied der Leopoldina gewählt. 1904 wurde er zum Geheimen Regierungsrat ernannt.
Sein Sohn war Gerhard Hettner.